# Ненад Живковић
Ненад Живковић (Панчево, 1966) српски је новинар и уредник портала Панчево СиТи.

## Биографија
Рођен је 1966. године у Панчеву, у новинарској породици и просветитељској фамилији. Заједно са Александром Коларићем уређивао је часопис „Даљине” 1982. Први текст у листу Панчевац објавио је октобра 1983. као ученик културолошког смера у Гимназији „Урош Предић”. Током одслужења војног рока у Випави неколико месеци је уређивао бригадни часопис „Градниковци”.
Током друге половине осамдесетих, упоредо са студијама на групи за међународне односе Факултета политичких наука Универзитета у Београду, повремено је сарађивао са листовима НОН и Студент. Након дипломирања фебруара 1991. радио је у Панорами, а до октобра 1992. у Панчевцу као стални спољни сарадник. Од августа 1993. до априла 1994. радио је у новопокренутом приватном листу Нови Панчевац, као један од троје ко–уредника, уређујући специјални додатак – месечник Contra Bellum, гласило „Покрета за мир Панчево”. Његови текстови су објављивали Време, Борба, Наша борба, Војводина, Независни и други листови и часописи.
Радио је као архивистички асистент у Историјском архиву у Панчеву, као новинар, уредник рубрике и, у два наврата, главни и одговорни уредник Панчевца, као виши стручни консултант за медијска питања у Агенцији за пружање услуга у маркетингу „Меx”, као помоћник директорке Канцеларије Националног савета за децентрализацију Републике Србије када је уредио четрнаест издања двомесечника „Децентрализатор”, као самостални саветник у Министарству регионалног развоја и локалне самоуправе и као референт за односе са јавношћу у вршачком хотелу „Вила Брег”. Данас ради као самостални новинар, један од уредника портала Панчево СиТи и ментор ОМНИБУС радија. Координатор је пројекта Омладинска школа новинарства „Омнибус 8”, заједно са Мирославом Тодоровићем.
Крајем осамдесетих година био је активан у еколошким иницијативама и Огранку Зелене странке са седиштем у Београду, а у првој половини деведесетих у мировном покрету. Ангажован је у невладиним организацијама и разним грађанским иницијативама које афирмишу вредности грађанског друштва. Коаутор је четири публикације о историји Панчева и књиге „Друга страна, лево” у којој је сакупио уводнике из периода првог уредниковања Панчевцем.